# Jean-Yves Rey
Jean-Yves Rey (* 24. November 1970 in Sierre) ist ein Schweizer Skibergsteiger, Berg- und Marathonläufer.
Rey begann 1990 mit dem Skibergsteigen, nahm im selben Jahr am kleinen Kurs der Patrouille des Glaciers teil und ist seit 1999 Mitglied der Schweizer Nationalmannschaft Skialpinismus.

## Erfolge (Auswahl)

### Skibergsteigen
- 1999: 7. Platz bei der Pierra Menta mit Jean-Daniel Masserey

- 2003: 6. Platz bei der Europameisterschaft Skibergsteigen Team mit Jean-Daniel Masserey

- 2004:
  - 2. Platz bei der Patrouille des Glaciers mit Pierre-Marie Taramarcaz und Jean-Daniel Masserey
  - 4. Platz bei der Weltmeisterschaft Skibergsteigen Team mit Sébastien Epiney
  - 9. Platz bei der Weltmeisterschaft Vertical Race

- 2005:
  - 2. Platz bei der Europameisterschaft Skibergsteigen Staffel mit Alexander Hug, Christian Pittex und Yannick Ecoeur
  - 7. Platz bei der Europameisterschaft Skibergsteigen Einzel
  - 7. Platz bei der Europameisterschaft Skibergsteigen Team mit Jean-Daniel Masserey

### Laufsport
2004 gewann er den Zermatt-Marathon. Er gewann dreimal in Folge den Alpenmarathon und hält dort seit 2005 den Streckenrekord der Herren mit 3:07:18 Stunden.